# Bärbel Inhelder
Bärbel Elisabeth Inhelder (Sankt Gallen, 15 april 1913 – Visp, 16 februari 1997) was een Zwitserse psychologe en hooglerares.

## Biografie
Bärbel Inhelder was een dochter van Alfred Inhelder, een biologieleraar aan de normaalschool van Rorschach, en van Elsa Spannagel. Na haar schooltijd aan de normaalschool waar haar vader onderwijs gaf, studeerde ze vanaf 1932 psychologie aan de Universiteit van Genève. Daar behaalde ze in 1943 een doctoraar onder begeleiding van Jean Piaget. Van 1939 tot 1943 organiseerde ze de eerste psychologische dienst voor schoolkinderen in het kanton Sankt Gallen.
In 1948 werd ze professor kinderpsychologie in Genève. Na het emeritaat van Piaget volgde ze hem in 1971 op als houder van de leerstoel genetische en experimentele psychologie, wat ze zou blijven tot 1983. In 1974 stond ze mee aan de wieg van de Jean Piaget-archieven. In deze periode leidde ze ook een intercultureel onderzoeksproject in Ivoorkust. Haar publicaties over de cognitieve ontwikkeling van het kind, in het bijzonder de weergave van ruimte, hoeveelheid en tijd volgens leeftijden, evenals de structuur van formele operaties, werden in vele talen vertaald.
Tevens was ze voorzitster van de Zwitserse psychologievereniging en was ze het eerste vrouwelijke lid van het Zwitsers Fonds voor Wetenschappelijk Onderzoek.

## Onderscheidingen
Inhelder ontving een groot aantal prijzen, onderscheidingen en academische titels, waaronder elf eredoctoraten tussen 1964 en 1996.

## Werken
- (fr)  Le développement des quantités physiques chez l'enfant, 1941 (samen met Jean Piaget).
- (fr)  La représentation de l'espace chez l'enfant, 1948 (samen met Jean Piaget).
- (de)  (fr)  Mit Jean Piaget arbeiten: Bärbel Inhelder, 1997.